# Polyplax subtaterae
Polyplax subtaterae är en insektsart som beskrevs av Bedford 1936. Polyplax subtaterae ingår i släktet Polyplax och familjen ledlöss. Inga underarter finns listade i Catalogue of Life.